# Vlag van Dwingeloo

Vlag van Dwingeloo
(1974-1998)

De vlag van Dwingeloo werd op 31 oktober 1974 bij raadsbesluit vastgesteld als de gemeentelijke vlag van de Drentse gemeente Dwingeloo. De vlag wordt als volgt beschreven:
De vlag heeft een witte horizontaal lopende middenbaan ter breedte van twee derde van de vlaghoogte, beladen met vier naast elkaar geplaatste burchten in keel. Boven en onder wordt deze witte baan begrensd door een blauwe baan, elk ter breedte van een zesde van de vlaghoogte.
De kleuren van de vlag zijn ontleend aan het gemeentewapen, evenals de burchten. Deze stellen de vier havezaten in de gemeente voor: Batinge (gesloopt in 1750), Entinge (gesloopt in 1832), Oldengaerde en Westrup.
In 1998 ging de gemeente op in de nieuw gevormde gemeente Westerveld. Hierdoor kwam de gemeentevlag te vervallen.

## Verwant symbool

Wapen van Dwingeloo (1963-1985)

Anloo 
· Beilen 
· Borger 
· Dalen 
· Diever 
· Dwingeloo 
· Eelde 
· Gasselte 
· Gieten 
· Havelte 
· Nijeveen 
· Norg 
· Odoorn 
· Oosterhesselen 
· Peize 
· Roden 
· Rolde 
· Ruinen 
· Ruinerwold 
· Schoonebeek 
· Sleen 
· Smilde 
· Vledder 
· Vries 
· Westerbork 
· de Wijk 
· Zuidlaren 
· Zuidwolde 
· Zweeloo